# Paralouatta
Paralouatta é um gênero extinto de macacos encontrados na ilha de Cuba. Duas espécies são conhecidas: Paralouatta varonai  descrita com base num crânio quase completo do final do Quaternário descoberto em 1991; e P. marianae descrito de depósitos do Mioceno Inferior.